# Развој светског рекорда у троскоку за жене на отвореном
Рекорд у троскоку за жене ИААФ признаје се од 1990. године. Најстарији познати резултати у троскоку за жене у затвореном били су из 1899. и 1905. године. Од 1909 до 1939 најбољим резултати су били регистровани на отвореном, са дужинама од 8,805 - 11,66 метара.
Године 1981. регистровани су, скокови дужине 12,43 до 14,52 метара, који је у јулу 1989. поставила Галина Чистјакова из СССР, која је у том тренутку била власник светског рекорд у скоку удаљ од 7,52 м.
Већ годину и по раније, 3. јануара 1987, имала је Галина Чистјакова у дворанским условима скокове од 13,86 м, 13,96 м, 13,98 м.
Већина побољшања најбољег резултата у троскоку било је у периоду после 1980. године, које су постављале америчке атлетичарке где је од 1985. троскок за жене био у програму националних првенстава.
Први светски рекорд у троскоку за жене признат је од ИААФ (International Association of Athletics Federations – Међународна атлетска федерација), 1990. године. То је био троскок Кинескиње Ли Хуижонг од 14,54 метра постигнут 1910 у Сапороу
До 15. јануара 2014, ИААФ је ратификовала 5 светских рекорда..
Тренутни светски рекорд код жена је 15,50 метара а постигла га је Инеса Кравец, Украјина у Гетеборгу 10. августа 1995.

## Најбољи резултати у троскоку за жене на отвореном

#### Незванично
| Пласман | Резултат | Име               | Дад. рођ.                       | Држава                     | Место                       | Датум             |
| ------- | -------- | ----------------- | ------------------------------- | -------------------------- | --------------------------- | ----------------- |
| 1.      | 8,805    | Шарлота Хенд      |                                 | САД                        | Poughkeepsie, САД           | 8. мај 1909.      |
| 2.      | 9,005    | Шарлота Хенд      |                                 | САД                        | Poughkeepsie, САД           | 7. мај 1910.      |
| 3.      | 9,73     | Eileen Hayes      |                                 | САД                        | Sweetbriar, САД             | 3. април 1911.    |
| 4.      | 10,21    | Eileen Hayes      |                                 | САД                        | Sweetbriar, САД             | 7. април 1913.    |
| 5.      | 10,32    | Елизабет Стин     |                                 | САД                        | Мамаронек САД               | 13. мај 1922.     |
| 6.      | 10,50    | Адријана Кенел    |                                 | Швајцарска                 | Женева, Швајцарска          | 16. јул 1935.     |
| 7.      | 11,45    | Киоми Хитоми      | 1. јануар 1907. Фукухама        | Јапан                      | Осака, Јапан                | 26. октобар 1925. |
| 8.      | 11,52    | Киоми Хитоми      | 1. јануар 1907. Фукухама        | Јапан                      | Токио, Јапан                | 1. новембар 1925. |
| 9.      | 11,62    | Киоми Хитоми      | 1. јануар 1907. Фукухама        | Јапан                      | Харбин, Јапан               | 17. октобар 1926. |
| 10.     | 11,66    | Рие Камагучи      |                                 | непознато                  | 21. октобар 1939.           |                   |
| 11.     | 12,22    | Мери Бингал       | 10. фебруар 1940. Таутон        | Уједињено Краљевство       | Стрит, Уједињено Краљевство | 16. јун 1959.     |
| 12.     | 12,43    | Тери Тернер       |                                 | САД                        | Остин, САД                  | 9. мај 1981.      |
| 13.     | 12,47    | Тери Тернер       |                                 | САД                        | Остин, САД                  | 7. август 1982.   |
| 14.     | 12,53    | Мелоди Смит       |                                 | САД                        | Остин, САД                  | 6. мај 1983.      |
| 15.     | 12,98    | Естер Габријел    |                                 | САД                        | Батон Руж, САД              | 7. мај 1983.      |
| 16.     | 13,15    | Тери Тернер       |                                 | САД                        | Остин, САД                  | 24. март 1984.    |
| 17.     | 13,21    | Тери Тернер       |                                 | САД                        | Батон Руж, САД              | 13. април 1984.   |
| 18.     | 13,58    | Венди Браун       | 28. јануар 1966.                | САД                        | Остин, САД                  | 30. мај 1985.     |
| 19.     | 13,68    | Есмералда Гарсија | 16. фебруар 1959.               | Бразил                     | Индијанополис САД           | 5. јун 1986.      |
| 20.     | 13,71    | Венди Браун       | 28. јануар 1966.                | САД                        | Лос Анђелос, САД            | 2. мај 1985.      |
| 21.     | 13,73    | Flora Hyacinth    | 10. март 1966.                  | Америчка Девичанска Острва | Тускалоса, САД              | 17. мај 1987.     |
| 22.     | 13,78    | Шејла Хадсон      | 30. јуни 1967. Кицинген Немачка | САД                        | Батон Руж, САД              | 6. јуни 1987.     |
| 23.     | 13,85    | Шејла Хадсон      | 30. јуни 1967. Кицинген Немачка | САД                        | Сан Хозе, САД               | 26. јун 1987.     |
| 24.     | 14,04    | Ли Хуижонг        | 14. април 1965.                 | Кина                       | Хамаматсу, Јапан            | 11. октобра 1987. |
| 25.     | 14,16    | Ли Хуижонг        | 14. април 1965.                 | Кина                       | Шијаџуанг, Кина             | 23. април 1988.   |
| 26.     | 14,52    | Галина Чистјакова | 26. јул 1962.                   | Совјетски Савез            | Стокхолм, Шведска           | 2. јул 1989.      |

### Светски рекорди у троскоку за жене на отвореном

#### Званично премаИААФ
| Пласман | Резултат | Ветар | Име           | Дат. рођ.                       | Држава                     | Место             | Датум            |
| ------- | -------- | ----- | ------------- | ------------------------------- | -------------------------- | ----------------- | ---------------- |
| 1.      | 14,54    | 1,1   | Ли Хуижонг    | 14. април 1965.                 | Кина                       | Сапоро, Јапан     | 25. август 1990. |
| 2.      | 14,95    | -0,2  | Инеса Кравец  | 5. октобар 1966. Дњепропетровск | Совјетски Савез · Украјина | Москва, СССР      | 10. јун 1991.    |
| 3.      | 14,97    | 0,9   | Јоланда Чен   | 26. јул 1961. Москва            | Совјетски Савез · Русија   | Москва, Русија    | 18. јун 1993.    |
| 4.      | 15,09    | 0,5   | Ана Бирјукова | 5. октобар 1966. Свердловск     | Совјетски Савез · Русија   | Штутгарт, Немачка | 21. август 1993. |
| 5.      | 15,50    | 0,9   | Инеса Кравец  | 5. октобар 1966. Дњепропетровск | Совјетски Савез · Украјина | Гетеборг, Шведска | 10. август 1995. |